# История спецслужб Израиля

Современная структура спецслужб Израиля

Исто́рия спецслу́жб Изра́иля берёт своё начало в 1929 году, в период Британского мандата в Палестине, за много лет до провозглашения независимого еврейского государства. Конфликт с арабским населением, а также противоречия с британскими властями потребовали проведения разведывательной работы для предотвращения нападения боевиков на еврейские поселения и обеспечения нелегальной иммиграции евреев в Палестину. Именно тогда появилась первая еврейская спецслужба «Шай».
После провозглашения Государства Израиль в 1948 году спецслужбы были реорганизованы по британскому образцу. В результате появились прообразы современных израильских спецслужб: «Шабак» (ивр. שירות הביטחון הכללי‎) и «АМАН» (ивр. אגף המודיעין‎) в подчинении Минобороны и Политическое управление при МИДе. Началось создание первых зарубежных резидентур.
Многочисленные трения между военными и политическими спецслужбами привели к их реорганизации по американскому образцу в 1951 году. Именно тогда был создан легендарный «Моссад» (ивр. המוסד למודיעין ולתפקידים מיוחדים‎), подчинявшийся напрямую премьер-министру и со временем достигший могущества КГБ и ЦРУ. Возглавлявший «Моссад» в 1952—1963 годах Иссер Харель курировал также и все прочие спецслужбы, превратившись в человека № 2 в государстве.
В 1957 году появилось бюро «Лакам», задачей которого была охрана ядерных объектов, а также ядерный, а затем и высокотехнологичный шпионаж. Впоследствии бюро было расформировано.
История израильских спецслужб знает как блестящие операции (похищение Эйхмана, внедрение нелегалов на самом высоком уровне, вербовка высокопоставленных лиц, ликвидации террористов, предотвращение терактов), так и серьёзные проблемы («слепота» накануне Войны Судного дня, убийство премьера Ицхака Рабина, провалы агентов, неудачные диверсии).
Вплоть до настоящего времени израильские спецслужбы остаются одними из самых известных и влиятельных в мире, три основные — «Моссад», «Шабак» и «АМАН», несмотря на некоторый кризис — по-прежнему успешно функционируют, защищая государственные интересы и безопасность Израиля.

## Предыстория
Первая еврейская разведывательная организация в Палестине была создана в 1918 году за 30 лет до создания Государства Израиль. «Разведывательное бюро» было создано «Советом делегатов» (Ваад Хацирим), который управлял всей деятельностью еврейской общины в Палестине. Руководил бюро Леви Ицхак Шнеорсон, бывший член Нили — подпольной организации, информировавшей британских военных о состоянии Османской армии во время Первой мировой войны. Бюро вначале работало из офиса в Яффо, затем в Иерусалиме. Его агенты вербовали информаторов, которые за деньги предоставляли информацию об арабских лидерах, националистических группах и другую. Особое внимание уделялось сбору информации о тех, кто намеревался причинить вред евреям. Информация передавалась «Совету делегатов», а иногда британской полиции.

## Британский мандат (до 1948 года)

### Создание Шай
История израильских спецслужб берёт своё начало в 1929 году в период Британского мандата в Палестине. Рост насилия со стороны арабов с 1920 года и особенно массовые погромы 1929 года, когда в течение недели погибли 133 и получили ранения 339 евреев, стали поводом к созданию информационно-разведывательной службы в рамках организации еврейской самообороны «Хагана». Создание такой службы, получившей название «Шерут едиот» (ивр. שירות ידיעות‎, «Информационная служба») или сокращённо «Шай» (ивр. ש"י‎), было инициировано в 1929 году Национальным комитетом и Еврейским агентством («Сохнут» — прообраз будущего правительства Израиля). Параллельно оперативную работу начал политический отдел «Сохнут». Основными её направлениями являлись сбор политической и военной информации на Ближнем Востоке и в других странах и создание агентурной сети для наблюдения за еврейским населением во всем мире.
Несмотря на все усилия, арабское восстание 1936 года застало «Шай» врасплох. В отличие от более ранних акций насилия нападения были хорошо спланированы и управлялись централизованно. При этом в «Шай» не было центра обработки разведывательной информации, поэтому местные оперативники действовали независимо друг от друга и даже не сверяли информацию.
В апреле 1936 года один из командиров отрядов еврейской самообороны «Хагана» обратился к Эзре Данину, имевшему обширные знакомства среди арабов, с просьбой выяснить, кто именно убил двух безоружных евреев 15 апреля на дороге между деревней Анабта и британским лагерем Нур Шамс. Тогда же Эзра Данин завербовал своего первого агента — араба, который согласился сообщать всё, что ему станет известно о планах боевиков по нападению на еврейские поселения.
Данин обратился в политический отдел «Еврейского агентства» и предложил сформировать среди арабов агентурную сеть. На эти цели было выделено шесть британских фунтов стерлингов в месяц. В итоге, вербуя агентов, Данин приплачивал им из собственного кармана. В конце августа 1936 года на пике арабских беспорядков Данин написал двухстраничный меморандум с предложением о создании специальной разведывательной службы в Хагане и объяснил зачем она необходима. Вместе с Данином в создании разведслужбы приняли участие Реувен Шилоах (Засланский), работавший в политическом отделе «Еврейского агентства» и Шауль Авигур (Мейеров), один из руководителей «Хаганы».
Летом 1940 года в штабе «Хаганы» был создан арабский отдел, который возглавил Данин. Его заместителем стал Шимшон Машбетц. Практически одновременно с этим был создан и отдел контрразведки (Ригуль негди) для противодействия проникновению в «Хагану» британских агентов, им руководили Шауль Авигур и Давид Шалтиэль. Был организован централизованный сбор и обработка информации, поступавшей от региональных сотрудников. 
Своей главной задачей Данин считал разработку теории разведывательной работы применительно к условиям Палестины. Именно он сформулировал ключевой принцип израильской разведки: «Знать своего врага». Он утверждал:

Мы враждуем не с арабами вообще, а с вполне конкретным арабом. Нам нужно знать, кто он. Какой-то молодчик устраивается вверху на холме или внизу в долине и стреляет, а все мы вопим, паникуем и прыгаем в траншеи, тогда как следует разбираться с конкретным Али или Мухаммедом. Мы должны выявить его и действовать против него.

Данин насчитал 25 организаций и сфер деятельности, в которых совместно работали арабы и евреи. Например, грузовые и морские перевозки, телекоммуникации, железные дороги, журналистика, муниципалитеты, тюрьмы и офисы британской администрации. Он предложил, чтобы работники-евреи вербовали там арабских агентов. Эта концепция отличалась от методов британской разведки, которая позволяла искать потенциальных информаторов только в политических, военизированных и подрывных организациях.
Первоначально «Шерут едиот» состояла из трёх отделов: отдел внутренней безопасности (т. н. «Еврейский дивизион»), политический (проникновение в британские органы власти) и арабский. Было предусмотрено также создание трёх региональных отделов, но в этот период они существовали лишь на бумаге.

### Реорганизация 1942 года
В марте 1942 года «Шай» была реорганизована. Она была избавлена от контрразведывательных функций и выведена из структуры военных органов. «Шай» была поставлена в прямое подчинение руководства «Хаганы» и политического отдела «Еврейского агентства». Всю спецслужбу «Шай» вместо Моше Шертока возглавил Исраэль Амир, который ранее занимался закупками оружия для «Хаганы». Организация работала под прикрытием «Комитета социального обеспечения солдат», штаб-квартира располагалась в Тель-Авиве в доме № 85 по улице Бен-Иегуда.
Политический отдел c 1945 года возглавил Борис Гуриэль (Гуревич), арабский — Эзра Данин, с 1945 года его помощником вместо Машбетца стал Биньямин Гибли (будущий начальник военной разведки) «Еврейский дивизион» возглавил Иосиф Краковский, а к 1944 году его сменил Иссер Харель (будущий начальник «Шабака» и «Моссада»).
В годы Второй мировой войны началось создание картотеки на арабских экстремистов, которая была систематизирована к 1943 году. Был организован сбор информации из открытых источников, начаты исследования демографии, экономики и культуры арабской общины, внедрено прослушивание телефонных разговоров британцев и арабов. Последним начальником «Шай» был подполковник Иссер Беери, который с февраля 1948 года сменил Давида Шалтиэля.
В это же время Реувен Шилоах сформулировал цели и задачи израильских спецслужб, которые остаются актуальными по сей день:

Арабы являются врагом номер один еврейской общины, и в арабскую среду надо внедрять профессиональных агентов. Израильская разведка не должна ограничиваться рамками Палестины. Она должна выполнять роль еврейско-сионистского гаранта безопасности евреев по всему миру. Тайная деятельность должна основываться на современной технологии, использовать новейшие достижения в области шпионажа, поддерживая связи с дружественными службами США и европейских стран.
— Реувен Шилоах
Таким образом, к моменту провозглашения Израиля была подготовлена теоретическая и кадровая база для создания спецслужб нового государства.

## Период 1948—1951

### Реорганизация 1948 года

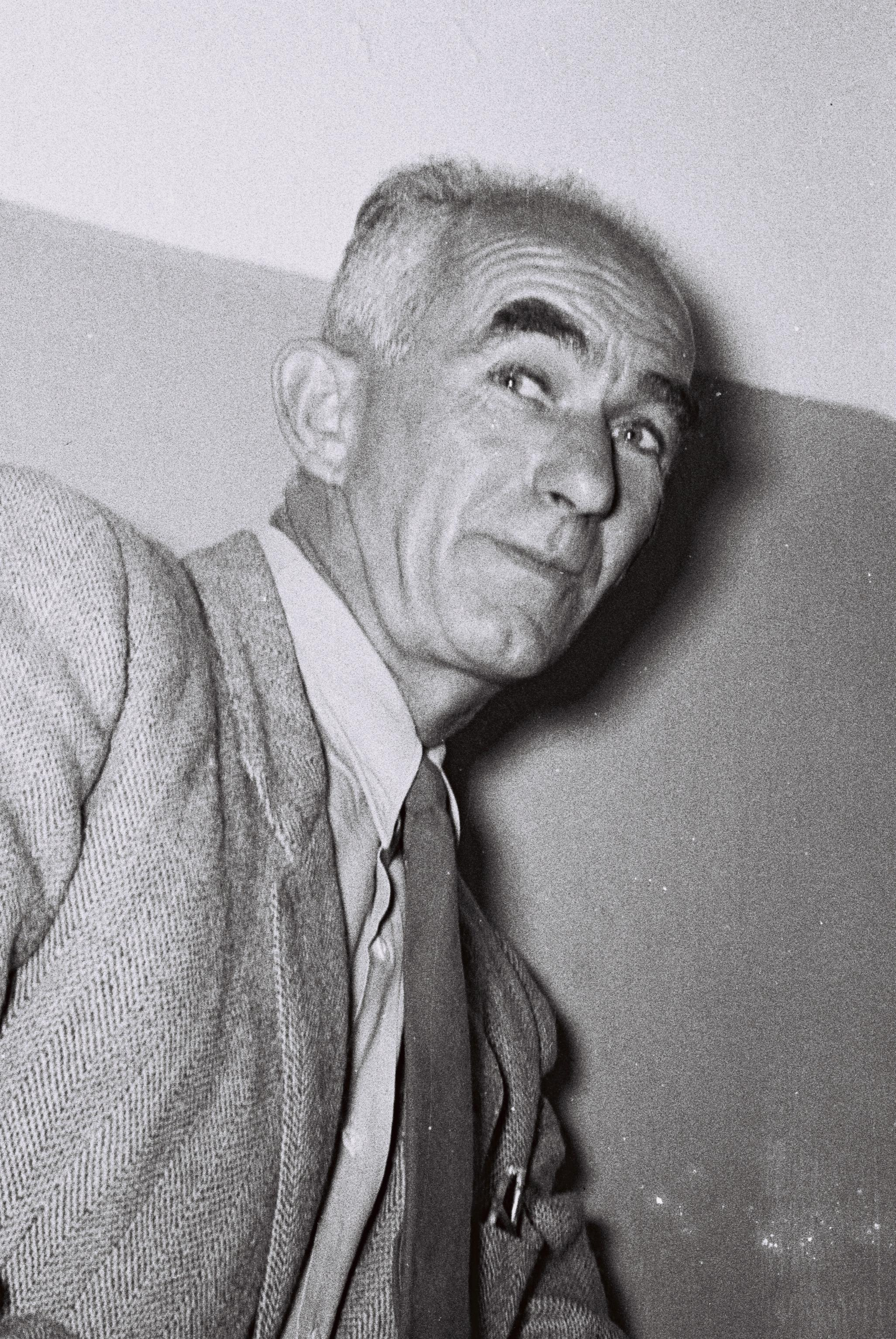
Иссер Беери — первый глава израильской военной разведки

С началом второго этапа арабо-израильской войны в мае 1948 года созданная Даниным сеть информаторов практически развалилась — поселения были разделены линией фронта, а радиопередатчиков у «Шай» ещё не было. На момент начала войны вся еврейская разведка насчитывала 68 сотрудников. Агенты перестали выходить на связь по разным причинам, в том числе у некоторых пробудилось национальное самосознание, некоторые были схвачены самими арабами, несколько арабских информаторов были убиты еврейскими военными, другие вынуждены были уехать из-за нападений, нескольких арабских агентов похитили еврейские боевики из «Иргун» и «Лехи». В результате когда стране нужна была максимальная информация о противнике, «Шай» потеряла возможность её получать. Возникла необходимость специальной разведслужбы в рамках армии для ведения военной разведки.
7 июня премьер-министр Израиля Давид Бен-Гурион вызвал двух офицеров «Хаганы», которым он доверял: Реувена Шилоаха и Иссера Беери. Втроём они приняли решение о реорганизации израильских спецслужб по британскому образцу. 30 июня Беери собрал совещание в штаб-квартире «Шай» в доме № 85 по улице Бен-Иегуда в Тель-Авиве. На нём кроме самого Беери присутствовали пять высших руководителей этой организации: Авраам Кидрон из Галилеи, Давид Карон из Негева, Биньямин Гибли из Иерусалима, Иссер Харель из Тель-Авива и Борис Гуриэль, возглавлявший политическое управление только что созданного министерства иностранных дел. На этом совещании Беери объявил о том что «Старик» (так за глаза называли Бен-Гуриона) принял решение о роспуске «Шай» и реорганизации спецслужб.
Подполковник Беери возглавил «Разведывательную службу» (Шерут Модиин, ивр. שירות מודיעין‎), его заместителем стал Хаим Герцог. Контрразведку, получившую название «Израильское агентство безопасности», возглавил Иссер Харель, его заместителем стал Иосеф Израэли из Министерства обороны. Обе эти службы подчинялись Министерству обороны. Разведывательные операции за пределами Израиля были поручены политическому управление МИД, в котором для этой цели был создан так называемый «Исследовательский отдел» (Махлекет ха-Михкар) под началом Бориса Гуриэля.
И военная разведка, и отдел Гуриэля стали создавать за пределами Израиля полноценные резидентуры. Фактически, разведывательная работа за рубежом была начата в 1947 году, когда спецслужба «Шай» отправила с этой целью в Европу группу «Даат» (Познание) под руководством Хаима Бен-Менахема. После создания политического управления МИД связи Бен-Менахема были переданы Борису Гуриэлю. Первая официальная резидентура израильской разведки была создана в Риме в 1948 году.
Общее кураторство над всеми спецслужбами было поручено Реувену Шилоаху, который получил должность советника министра иностранных дел по специальным вопросам, а коллеги дали ему прозвище «Господин Разведка».
Четвёртой и отдельной специальной организацией, созданной «Хаганой» ещё в 1937 году, являлась «Моссад ле-Алия Бет» (ивр. המוסד לעלייה ב'‎) или просто «Алия Бет», занимавшаяся нелегальной иммиграцией евреев в Палестину. Создание государства Израиль, как выяснилось, не решило вопроса легализации выезда евреев из многих стран, и «Алия Бет» продолжила свою работу. Эту службу возглавлял Шауль Авигур, он же занимался закупками оружия.

### Дело Беери

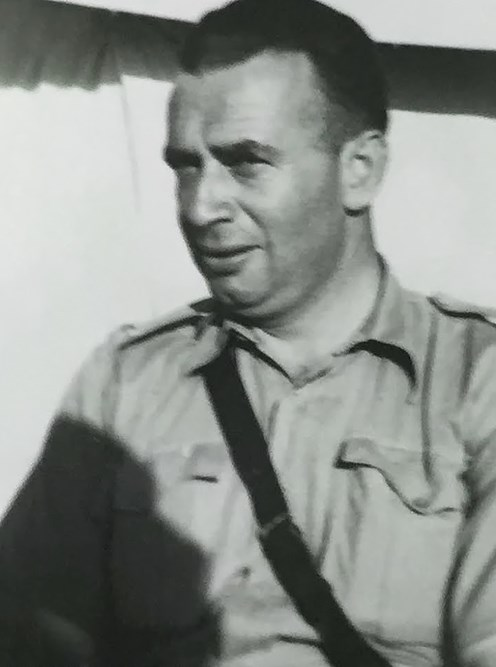
Меир Тувианский — жертва ошибки спецслужб

30 июня 1948 года, буквально через несколько часов после совещания, на котором было объявлено о роспуске «Шай» и реорганизации разведслужб, Иссер Беери приказал расстрелять капитана израильской армии Меира Тувианского, которого он и Биньямин Гибли подозревали в передаче секретных сведений Иордании через англичан. Расследование было крайне поверхностным и содержало критические упущения.
Иссер Беери, Биньямин Гибли, Авраам Кидрон и Давид Карон судили Тувианского военно-полевым судом и приговорили к смерти. Приговор тут же привели в исполнение, не дав Тувианскому возможности защищаться и обжаловать приговор. Впоследствии Меир Тувианский был посмертно оправдан, реабилитирован и похоронен с военными почестями 7 июля 1949 года. Тувианский стал одним из двух человек, казнённых по приговору суда за всю историю Израиля, вторым был нацистский военный преступник Адольф Эйхман, повешенный в Рамле в 1962 году.
В этот же период Беери попал в ряд других скандальных ситуаций: арест Абу Лабана, убийство Али Кассема и дело Хуши-Амстера. Абу Лабан был лидером подпольной арабской группы, накапливавшей оружие в Хайфе. В сентябре 1948 года Беери самовольно арестовал его без соблюдения официальной процедуры. Также летом 1948 года Беери приказал убить собственного агента Али Кассема — араба, заподозренного им в «двойной игре». 14 мая 1948 года Беери арестовал по обвинению в шпионаже Иегуду Амстера, родственника и помощника мэра Хайфы Аббы Хуши и пытал его 76 дней, добиваясь оговора Хуши. Амстера выпустили 1 августа 1948 года без предъявления обвинения и засекретили его дело на несколько лет. Впоследствии выяснилось, что Беери сфальсифицировал доказательства того, что Хуши занимался шпионажем в пользу англичан.
6 декабря 1948 года Давид Бен-Гурион создал специальную комиссию по делу Беери и на основании её отчета распорядился отдать его под суд. Приговор суда 9 февраля 1949 года постановил за убийство Али Кассема отстранить Беери от должности без понижения в звании. По делу Амстера Беери попал под амнистию. 15 мая 1949 года Беери был уволен из армии. За этим последовало расследование суда над Тувианским. 22 ноября 1949 года суд признал Беери виновным в непредумышленном убийстве. Однако, учитывая обстоятельства и заслуги обвиняемого, он был приговорён к одному дню тюрьмы. После чего Беери получил помилование от первого президента Израиля Хаима Вейцмана. Сам Беери и его сын Итай впоследствии утверждали, что «Большой Иссер» лишь выполнял приказы Давида Бен-Гуриона. После увольнения Беери начальником военной разведки стал его заместитель Хаим Герцог.
Дело Беери было важным прецедентом постановки работы израильских спецслужб под власть закона. Аргумент Беери, что работа спецслужб и соблюдение закона несовместимы, был отвергнут судом.

### Координация разведработы
В связи с борьбой за власть между различными спецслужбами, в первую очередь между военной разведкой и политическим департаментом МИД, в 1949 году Бен-Гурион продолжил реформы. «Координационный комитет по разведке», (Ваадат рашей ха-Шерутим; ивр. ועדת ראשי השירותים‎) или сокращенно «Вараш», возглавляемый Реувеном Шилоахом, впервые собрался в апреле 1949 года. В этот комитет вошли руководители спецслужб, их заместители и генеральный инспектор полиции.
13 декабря 1949 года Бен-Гурион подписал секретное письмо в Министерство иностранных дел, в котором сообщал об организационном объединении всех разведывательных служб под началом Шилоаха с личным подчинением премьер-министру. Создано «Центральное ведомство концентрации и координации служб разведки и безопасности» («ха-Мосад Летэум»). Реувен Шилоах стал советником премьер-министра по внешней политике и стратегическим вопросам.
Некоторые традиции разведработы, внедрённые при Шилоахе, сохранились на десятилетия. Так, штатный состав спецслужб до начала XXI века довольно мал (в штате «Моссад» ыло всего 1200 человек включая технический персонал), зато используется очень большое число завербованных агентов, которых только у «Моссад» насчитывается около 35 тысяч. Помимо агентов используются добровольные помощники — сайаним, которых традиционно вербуют среди евреев разных стран.

### Бунт шпионов
Дублирование функций и некоторые личные качества сотрудников Гуриэля породили конфликт, который закончился так называемым «бунтом шпионов» в 1951 году.
Конфликт, между военной разведкой и «Шабаком» с одной стороны и ведомством Гуриэля с другой, возник из-за принципиально разных подходов к работе и к жизни. Проведением разведывательных операций за рубежом в политическом департаменте МИД занимался Ашер Бен-Натан, по прозвищу Красавчик Артур. Полковник Биньямин Гибли, ставший начальником военной разведки после снятия Беери и ухода на дипломатическую работу Хаима Герцога, терпеть не мог манер Бен-Натана и его людей из европейских резидентур, ужинавших в дорогих ресторанах, проматывающих крупные суммы, но при этом достигающих низких результатов в части качественной информации. Гибли поддерживал глава «Шабак» Иссер Харель, считавший, что разведчик должен вести скромный, практически пуританский образ жизни. Харель писал по этому поводу:

Гуриель и Бен-Натан рассматривали секретные службы в качестве инструмента для проведения любых незаконных и аморальных действий. Они рассматривали работу разведки в Европе в романтическом и приключенческом свете. Они считали себя единственными экспертами в этом мире… и вели себя как международные шпионы — дома во славе и тени на черте между законом и беззаконием.

В свою очередь, оперативники Гуриэля презирали необразованных и неотёсанных «военных и полицейских» и полагали, что из них не может получиться хороших разведчиков.
В 1950 году Гибли и Харель начали направлять за пределы Израиля своих разведчиков, конкурируя с политическим департаментом, а Бен-Натан взялся вскрывать дипломатическую почту иностранных представительств в Израиле, вторгаясь в сферу компетенции Иссера Хареля. После жалобы Хареля Бен-Гуриону Борис Гуриэль получил выговор и запрет всякой деятельности на территории Израиля. Конфликт не замедлил сказаться на результатах работы и особенно на партнёрских отношениях с дружественными спецслужбами других стран, в частности Италии и Франции. Дело дошло до того, что европейские разведчики Бен-Натана стали заниматься контрабандой, мотивируя её расходами на оперативные нужды. Когда эти скандалы дошли до Бен-Гуриона, тот пришёл в бешенство и приказал координатору разведслужб Реувену Шилоаху положить этому конец. В итоге Гуриэль был уволен, соответствующий департамент МИД распущен, а резидентам сообщили, что теперь они будут работать под руководством Шилоаха.
Гуриэль отнёсся к этой информации спокойно. Однако, 2 марта 1951 года Бен-Натан собрал в Швейцарии на берегу Женевского озера европейских резидентов, работавших ранее под его руководством, и те фактически объявили забастовку, заявив, что не будут продолжать прежнюю работу. Сам Бен-Натан остался в Швейцарии, а часть его людей даже отказались передавать Шилоаху документы и информацию о текущих операциях. Бунт был подавлен быстро и эффективно — при поддержке Бен-Гуриона все функции «Махлекет ха-Михкар» были переданы военной разведке. Гибли быстро создал «подразделение 131» для проникновения в арабские страны, а большая часть оперативников вернулась к своим обязанностям.

### Реорганизация 1951 года

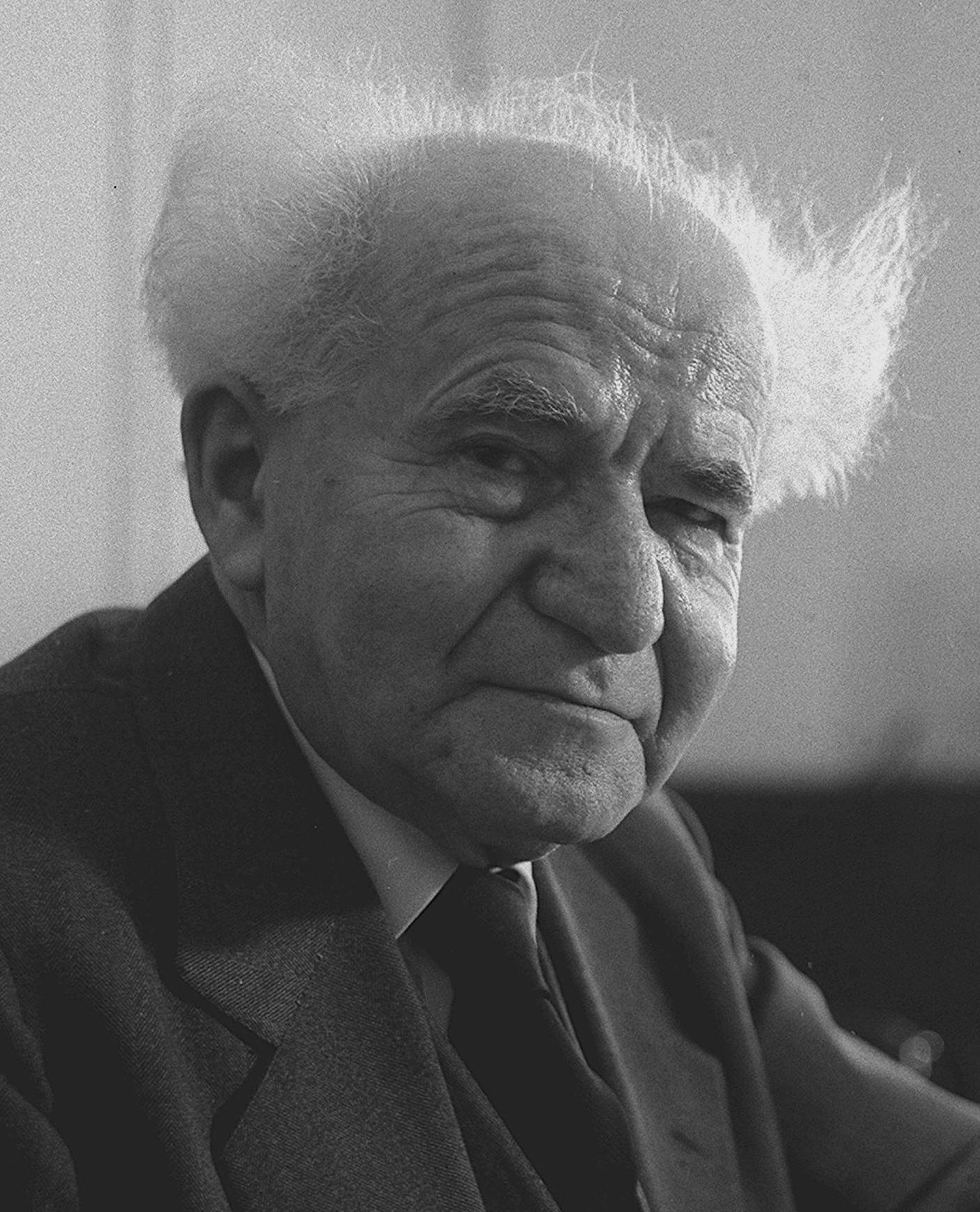
Давид Бен-Гурион — первый премьер-министр Израиля
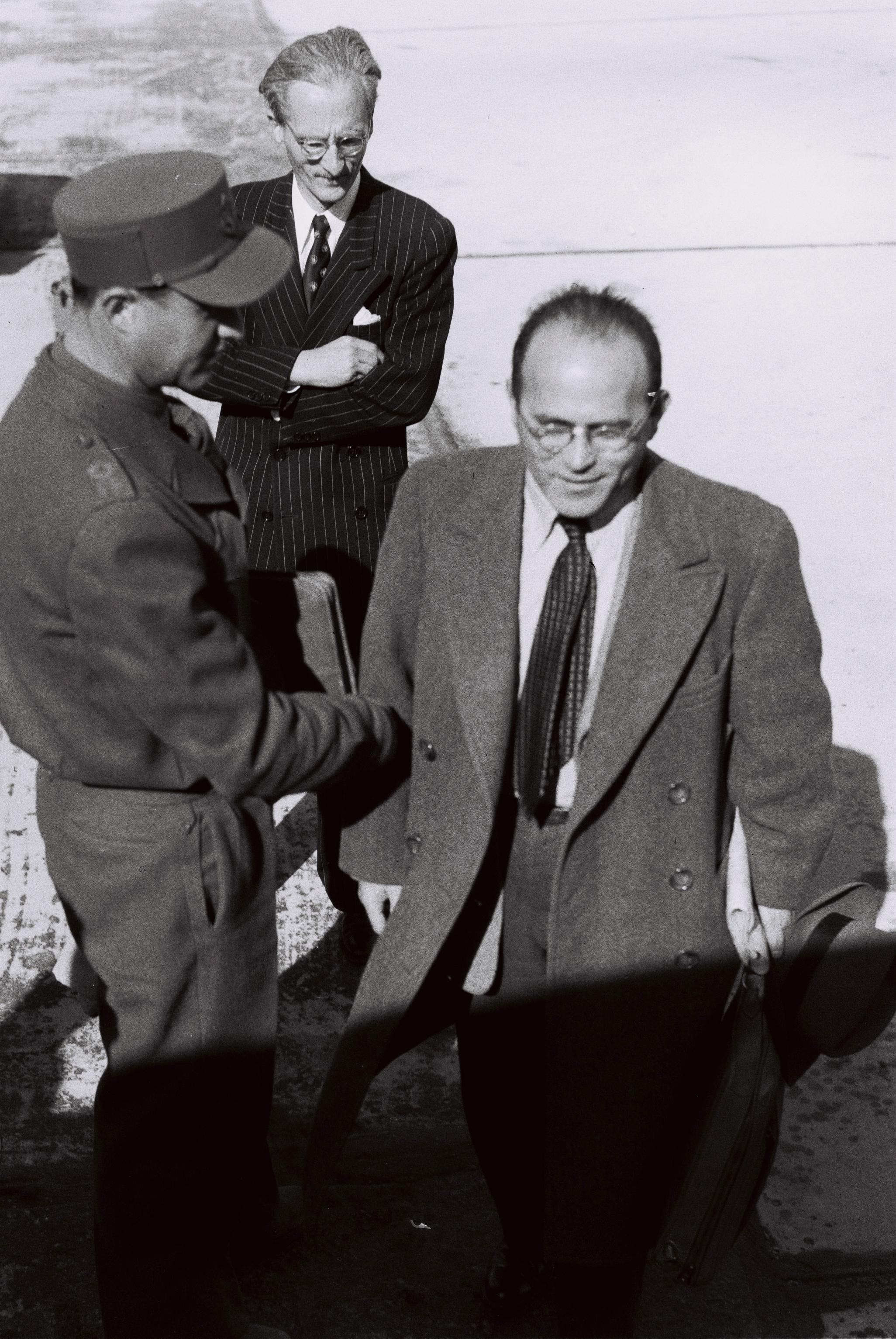
Реувен Шилоах, «Господин Разведка», первый директор «Моссад»
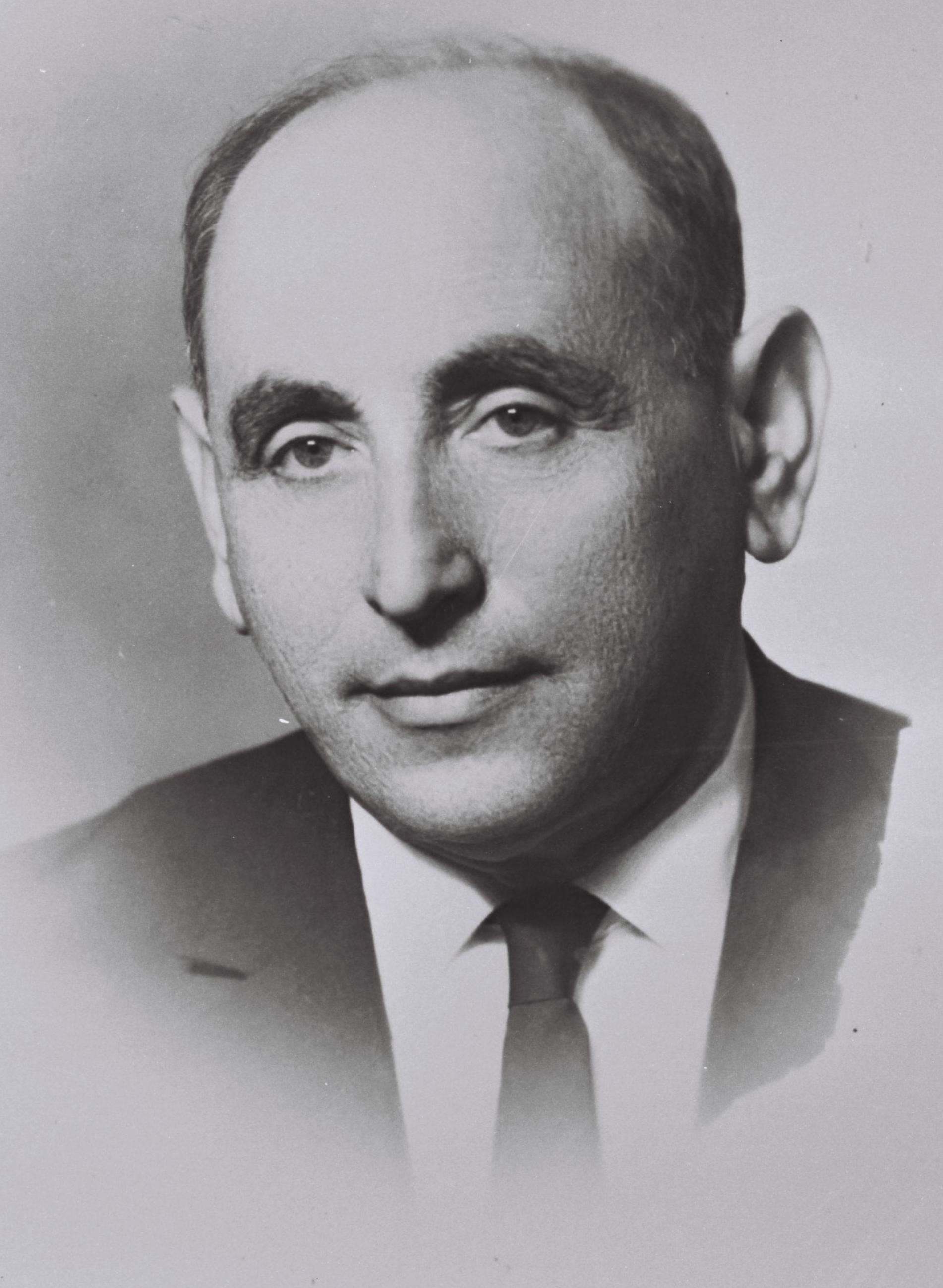
Иссер Харель — «мемунэ», глава всех спецслужб с 1952 по 1963 годы
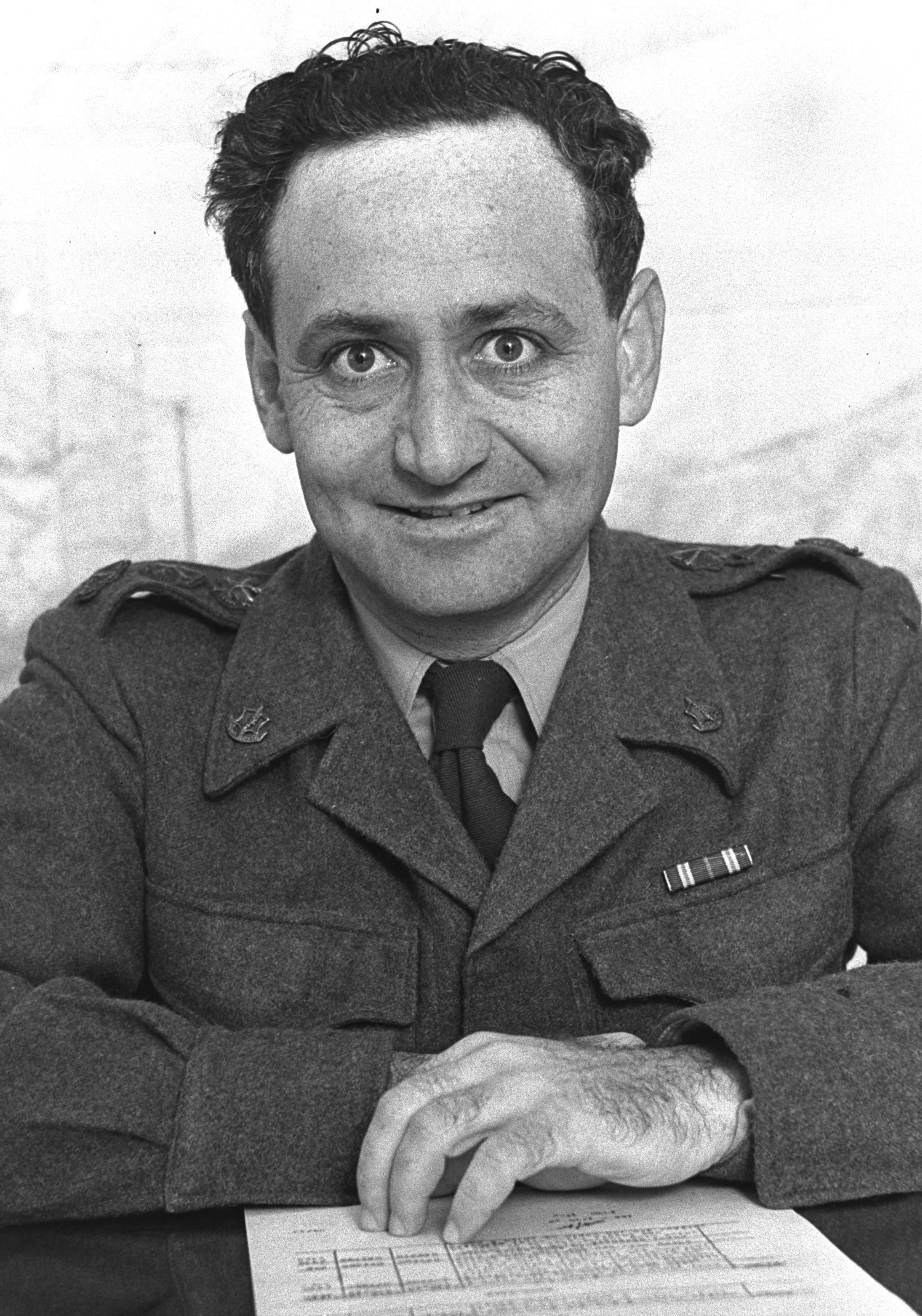
Йегошафат Харкаби, начальник военной разведки (1955—1959)
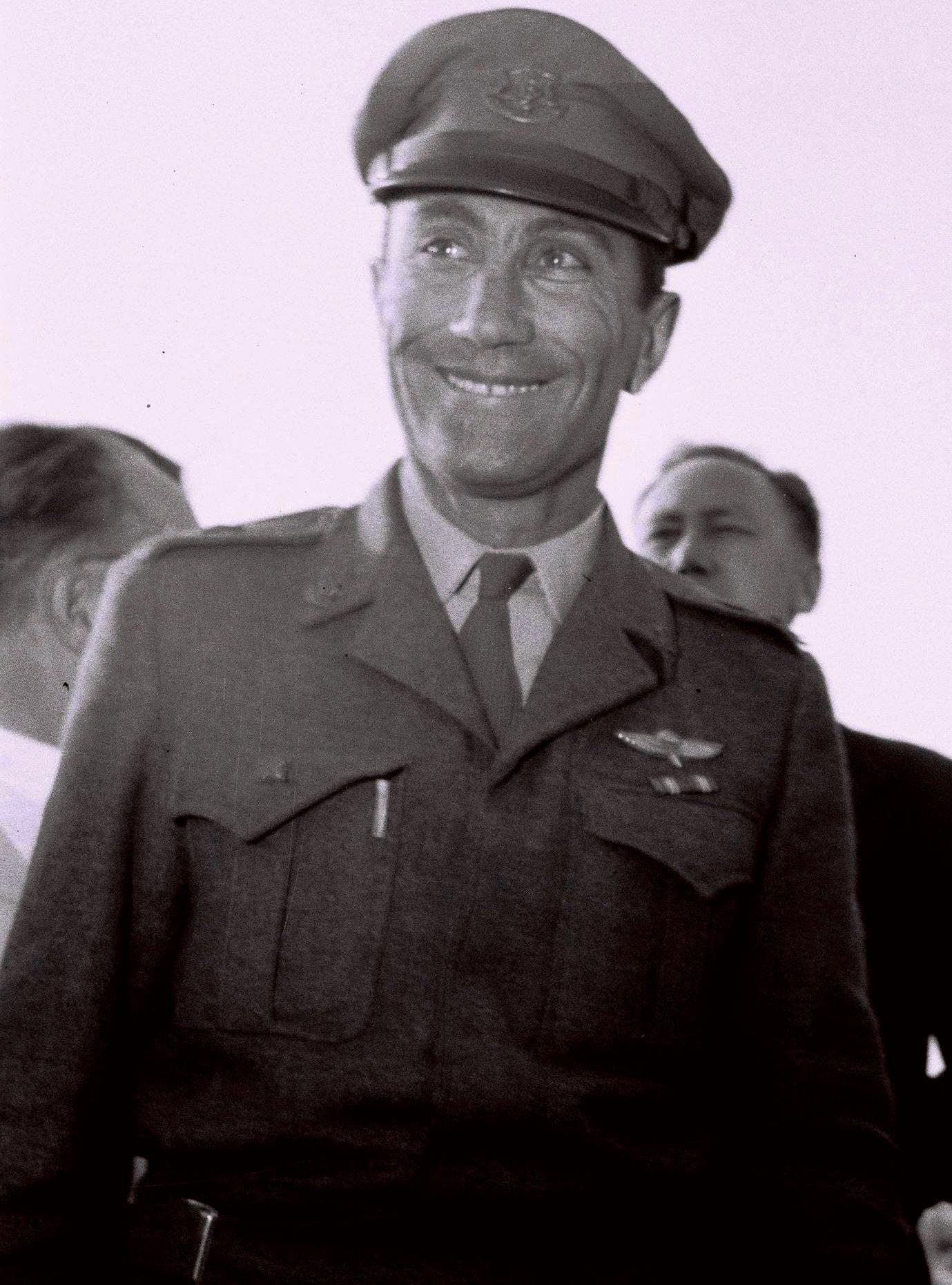
Меир Амит, глава «АМАН» (1962—1963) и «Моссад» (1963—1968)

Передача всех разведывательных функций военным оказалась не лучшим решением: новый глава европейской резидентуры подполковник Мордехай Бен-Цур оказался не слишком пригоден для этой работы, а сам Гибли склонялся скорее к диверсионной, чем к разведывательной деятельности. Проблемы в работе спецслужб конца 1940-х — начала 1950-х годов вызвали к жизни новую реорганизацию — уже по американскому образцу. Эта схема в целом сохраняется и сегодня.
На руинах политического департамента начал работу «Институт по разведке и специальным задачам» (ха-Мосад ле-модиин у-ле-тафкидим меюхадим, (ивр. המוסד למודיעין ולתפקידים מיוחדים‎), известный под названием «Моссад». Его директором был назначен Реувен Шилоах с прямым подчинением премьер-министру. 2 марта 1951 года по приказу Бен-Гуриона был создан самостоятельный центральный орган для ведения разведывательной деятельности за рубежом. Этот орган получил название «Ха-Рашут» («Управление»). Его главой был назначен Хаим Яаари. «Ха-Рашут» со дня своего основания являлся основным подразделением «Моссада» и включал представителей двух других спецслужб, как на штабном, так и на оперативном уровне. Таким образом, «Моссад» вышел из подчинения Министерству иностранных дел, перейдя под руководство премьер-министра, и был включён в состав аппарата главы правительства. До 1957 года в составе «Моссад» не было оперативных подразделений, поэтому проводить операции он мог только с привлечением оперативников из других спецслужб.
Военная разведка также была реорганизована. Вместо «Шерут Модиин» она стала называться Агаф Моди’ин шель матэ ха-клали (ивр. אגף המודיעין‎) — «Отдел разведки Генерального штаба» — или сокращённо «АМАН» и перешла в подчинение Генерального штаба Армии обороны Израиля. В её управлении оказались разведка сухопутных войск, ВВС и флота. Функции военной контрразведки (за исключением полевых служб) были переданы Общей службе безопасности Израиля — «Шабак». Руководителем «АМАН» остался Гибли. Военной разведке также была поручена цензура израильских СМИ и этой работой «АМАН» занимается до сегодняшнего дня.
Деятельность «Алия Бет» была признана неудовлетворительной с учётом положения евреев в СССР и странах Восточного блока. Поэтому в июне 1951 года вместо «Алия Бет» для работы в этих странах было создано «Бюро по связям с евреями» (ивр. נתיב - לשכת הקשר‎), получившее известность под названием «Натив», а помощь в осуществлении выезда евреев из других стран была возложена на «Моссад». Бюро «Натив» подчинялось премьер-министру, его руководителем остался Авигур. «Натив» потерял статус спецслужбы в конце 1990-х годов.

### Итоги периода
Период до 1952 года характеризуется многочисленными реорганизациями спецслужб и болезнями роста, связанными с их начальным становлением. Это было обусловлено изменением внешней политической обстановки и сложностью поставленных перед новыми спецслужбами задач — от военных действий до защиты государства в условиях враждебного окружения. Тем не менее в 1953 году «Объединенный центр разведывательных служб» Великобритании (JIC) отмечал, что «стандарты безопасности израильской полиции и службы безопасности высоки и основываются на британских методах обучения и работы». Структура из трёх основных спецслужб, одна из которых (военная разведка) подчиняется начальнику генштаба и через него министру обороны, а две других (политическая разведка и служба внутренней безопасности) — напрямую премьер-министру, сохраняется с тех пор без изменений.

## Период 1952—1962
Реувен Шилоах, возглавивший «Моссад», был хорошим теоретиком, но совершенно никудышным практиком, не способным к ежедневной кропотливой работе. Шилоах и сам понимал, что находится не на своём месте и подал в отставку 12 сентября 1952 года.
После этого должность директора «Моссад» и одновременно куратора всех разведслужб занял Иссер Харель, остававшийся на этом посту до 26 марта 1963 года. Давид Бен-Гурион называл Хареля «Мемунэ» (ивр. ממונה‎ — букв. ответственный). Он одновременно возглавлял объединённый комитет руководителей спецслужб и был советником премьер-министра по вопросам обороны и безопасности. В течение 11 лет Харель был фактически человеком номер два в государстве, единолично руководя всеми спецслужбами и отчитываясь лишь перед премьер-министром. На момент прихода Хареля в «Моссад» штат организации составлял 12 человек, к 1963 году — около 1200.

### Дело Лавона

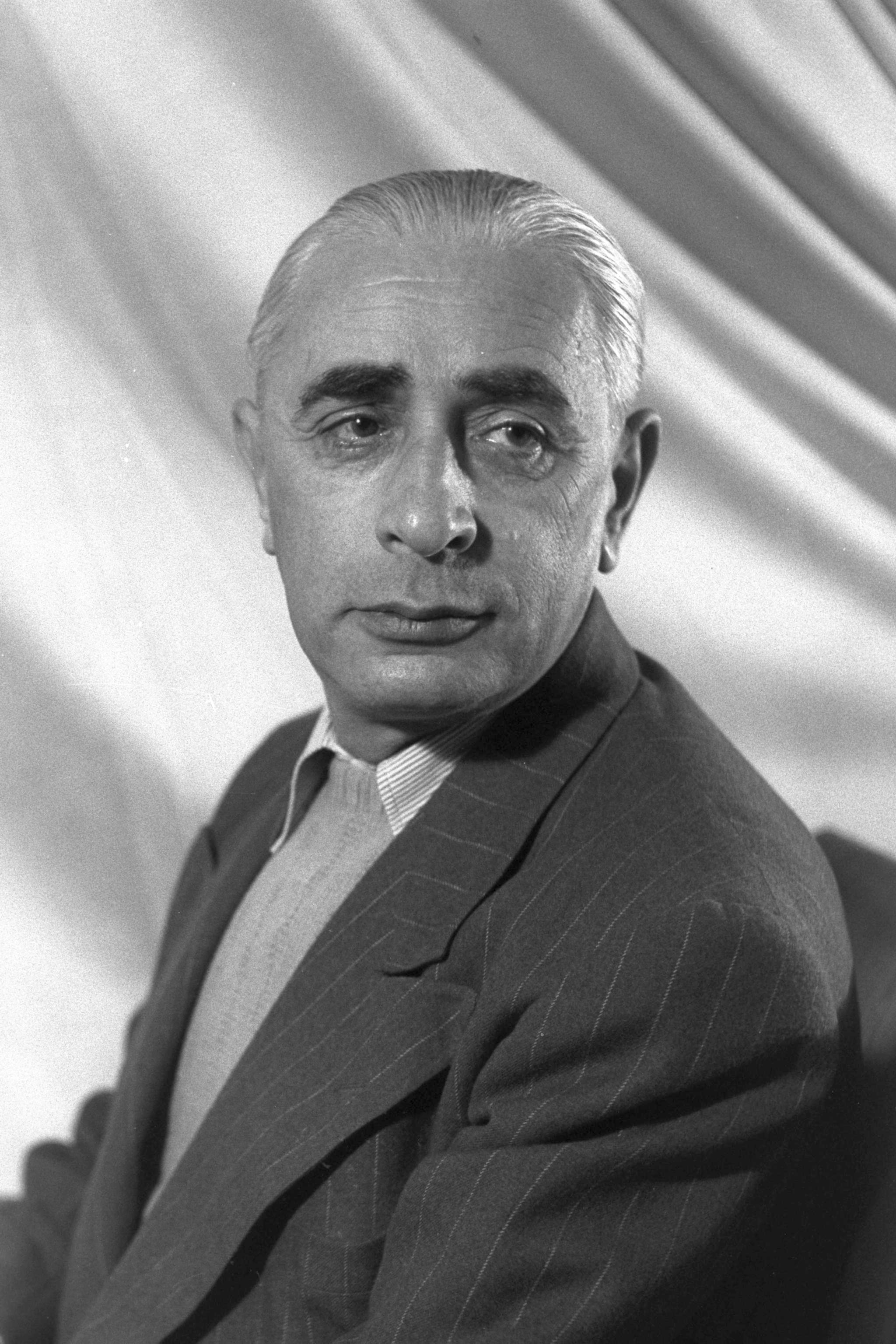
Пинхас Лавон, министр обороны Израиля (1954—1955)

В 1954 году военная разведка организовала провальную диверсионную операцию в Египте, после которой 13 агентов были схвачены. Двое покончили жизнь самоубийством, двое были повешены по приговору египетского суда, двое отпущены за недостатком улик, а остальные много лет просидели в тюрьме.
В результате, в Израиле разразился один из крупнейших политических скандалов в истории страны, получивший название «Дело Лавона» или «Позорное дело» («Эсек биш», ивр. עסק ביש‎), который тянулся с перерывами с 1954 до 1964 года. Начальник военной разведки Биньямин Гибли и министр обороны Пинхас Лавон обвиняли в провале друг друга. Гибли утверждал, что действовал по приказу Лавона, а Лавон отрицал, говоря, что приказа не было и Гибли действовал за его спиной. В итоге в 1955 году оба потеряли свои должности, а кто был прав так и осталось неизвестным. В 1960 и 1964 году по инициативе Лавона и Бен-Гуриона соответственно делались попытки пересмотра дела. Итогом стал конфликт внутри правящей партии «Мапай» и уход в отставку самого Бен-Гуриона.
Провал операции «Сусанна» стал поводом для Иссера Хареля заняться созданием оперативных подразделений в «Моссад», независимых от военной разведки. Оперативный отдел «Моссад» возглавили Авраам Шалом и Рафи Эйтан, пришедшие вместе с Харелем из Службы безопасности. После разоблачения в 1958 году сотрудника военной разведки Аври Эльада, работавшего на Египет, Харель добился для «Моссада» права на проведение не только разведывательных, но и диверсионных мероприятий.

### Доклад Хрущёва
Одной из самых знаменитых операций израильских спецслужб стала добыча в 1956 году секретного доклада Никиты Хрущёва на XX съезде КПСС «О культе личности и его последствиях». Доклад был получен из Польши благодаря журналисту агентства новостей ПАП Виктору Граевскому, который передал одну из копий документа в посольство Израиля.
Ознакомившись с докладом, Бен-Гурион сказал пророческую фразу, ошибившись на считанные годы:

Если это правда, то через 30 лет не будет Советского Союза.
— Давид Бен-Гурион
С согласия Давида Бен-Гуриона тогдашний глава «Шабак» Амос Манор передал текст доклада шефу контрразведки ЦРУ США Джеймсу Энглтону. Энглтон, служивший в европейском филиале Управления стратегических служб с 1943 года, с доверием относился к сионистам, которые были для него полезным источником информации во время войны. С 1951 года, когда ЦРУ заключило соглашение о сотрудничестве с Шилоахом, Энглтон активно работал с израильскими спецслужбами. После получения доклада Хрущёва Энглтон стал верным союзником Израиля и наиболее рьяным его сторонником в американском разведсообществе.
В КГБ так и не установили, кто передал доклад на Запад.
4 июня 1956 года доклад Хрущёва с санкции главы ЦРУ Аллена Даллеса был опубликован в газете Нью-Йорк Таймс. С этого времени Израиль получил возможность обмена развединформацией с ЦРУ.

### Политические убийства
Первой так называемой «точечной ликвидацией» израильских спецслужб было убийство 13 июля 1956 года главы египетской разведки в секторе Газа полковника Мустафы Хафеза, организатора многих террористических акций против Израиля. Хафез был взорван бомбой, вмонтированной в переданную ему книгу. Через несколько дней таким же способом был убит резидент египетской военной разведки в Иордании полковник Салах эд-Дин Мустафа. Операции против них спланировал и осуществил начальник военной разведки Израиля Йегошафат Харкаби. Есть информация о том, что Давид Бен-Гурион был недоволен этими «хладнокровными убийствами» и последующие 6 лет «точечных ликвидаций» Израиль не проводил.
Ситуация изменилась в конце 1960-х — начале 1970-х годов, когда Израиль и израильтяне стали объектами массового террора со стороны радикальных палестинских группировок. После теракта на мюнхенской Олимпиаде в сентябре 1972 года «Моссад» получил задание премьер-министра Голды Меир найти и уничтожить всех участников этой акции. Задание было выполнено, хотя в Ливане и Норвегии при этом погибло несколько посторонних лиц, не причастных к терроризму. Первый из организаторов теракта, Абдель Ваиль Зуайтер, был застрелен 16 октября 1972 года. К июню 1973 года про разным данным 12 или 13 человек из 17, числящихся в списке «Моссад», были убиты. Последний из всех, подлежавших уничтожению, лидер организации «Чёрный сентябрь» Абу Ияд, был убит своими соратниками в 1991 году через 19 лет после мюнхенской акции.
С того времени «Моссад» и другие спецслужбы Израиля регулярно проводят операции по уничтожению лидеров террористических организаций, в том числе за пределами страны. Одной из самых известных операций такого рода стало убийство 16 апреля 1988 года в Тунисе военного руководителя ФАТХ Абу-Джихада в совместной операции «Моссад», спецназа «Сайерет Маткаль» и «Шайетет 13». 31 июля 2024 года в правительственной резиденции в Тегеране был убит лидер группировки ХАМАС Исмаил Хания.
В 1992 году планировалось также покушение на Саддама Хусейна в качестве мести за ракетные обстрелы Израиля во время Войны в заливе.

### «Лакам»
В 1957 году в сообществе израильских спецслужб появилась ещё одна организация — «Бюро научных связей» (ивр. הלשכה לקשרי מדע‎, Лишка ле-кишрей мада), сокращённо «Лакам». Его создание было связано со стремлением Израиля обзавестись ядерным оружием. Создание «Лакам» было обставлено такой секретностью, что о его существовании не знал даже тогдашний куратор всех спецслужб Иссер Харель, а шеф «Лакам» не входил в Комитет руководителей разведслужб, общаясь исключительно с премьер-министром.
Изначально на «Лакам» возлагались задачи по обеспечению безопасности и секретности строящегося в Димоне ядерного реактора, однако позже «Лакам» обеспечивал получение Израилем необходимых ядерных компонентов, а после 1979 года этой спецслужбе было поручено добывание информации в сфере высоких технологий.
До 1981 года «Лакам» руководил Биньямин Бламберг, в последующие пять лет — Рафи Эйтан.

### Дело Исраэля Беера
После назначения руководителем контрразведки в 1953 году Амоса Манора эта спецслужба стала уделять большое внимание шпионажу со стороны СССР и его союзников. Эти усилия привели к раскрытию целого ряда агентов. До этого, в 1950 году были арестованы трое военнослужащих по обвинению в шпионаже в пользу Польши, в 1956 году — советский агент в Министерстве иностранных дел Зеев Авни, в 1960 — работавший на чехословацкую разведку профессор физики Курт Ситта.
Иссер Харель подозрительно относился к левым вообще и к коммунистам в частности, полагая их потенциальными агентами СССР. Случай с членом партии «Мапай» полковником Исраэлем Беером показал, что эти опасения имели под собой основания.
Полковник Беер был одним из самых заслуженных военных в Израиле со множеством наград. Он был военным советником премьер-министра Давида Бен-Гуриона, занимал пост главного историка Министерства обороны и имел доступ к секретным архивам. Его арест 1 апреля 1961 года стал итогом восьмилетнего наблюдения, установленного контрразведкой по приказу Хареля. Выяснилось, что Беер был завербован в Вене ещё до приезда в Израиль и передал множество документов советской разведке, включая ряд страниц из личного дневника Бен-Гуриона. Это был первый в Израиле случай предательства со стороны столь высокопоставленного лица. Беер был осуждён на 15 лет заключения и умер в тюрьме 1 мая 1966 года.

### Похищение Эйхмана
В 1960 году израильские спецслужбы обнаружили в Аргентине нацистского военного преступника Адольфа Эйхмана, отвечавшего во время Второй мировой войны за «окончательное решение еврейского вопроса» и непосредственно ответственного за уничтожение миллионов евреев.
Опасаясь, что открытое дипломатическое требование выдачи может привести к его очередному исчезновению, «Моссад», с ведома премьер-министра, организовал похищение Эйхмана и его вывоз в Израиль. Операцию лично возглавил директор «Моссад» Иссер Харель. В Израиле Эйхмана судили и приговорили к смертной казни. Это единственный смертный приговор, вынесенный израильской судебной системой и приведённый в исполнение за всю историю существования государства Израиль, за исключением признанного убийством «суда кенгуру» над Меиром Тувианским 30 июня 1948 года.
Официальное признание, что Эйхмана похитили именно агенты «Моссад», а не некие «еврейские добровольцы» появилось лишь в феврале 2005 года, а полный список участников поимки Эйхмана был опубликован только в январе 2007 года.
Похищение Эйхмана было не единственной операцией против скрывшихся от наказания после Второй мировой войны нацистов. По некоторым оценкам, израильские спецслужбы уничтожили более тысячи человек, причастных к осуществлению Холокоста. При этом известно несколько случаев, когда сотрудники израильских спецслужб отпускали бывших нацистов взамен за ценную разведывательную информацию.

### Итоги периода
Десятилетие с 1952 по 1962 в израильских спецслужбах получило название «эпоха мемунэ», поскольку ни до, ни после этого подобной концентрации власти в одних руках не допускалось. Именно в это время спецслужбы приняли тот вид, в котором они известны сегодня: «Аман», «Шабак» и особенно «Моссад» приобрели не только региональную, но всемирную известность благодаря ряду ставших достоянием гласности сложных и масштабных операций. Период до 1963 года характеризуется как «пионерский», с чрезвычайно высокой ролью личности. У спецслужб ещё не было опыта и устоявшихся традиций, но израильские разведчики настойчиво искали пути к достижению цели и находили их. Характерной чертой того времени была преданность сотрудников своему делу.

## Период 1963—1980

### Реформы Амита
26 марта 1963 года из-за конфликта с премьер-министром Бен-Гурионом ушёл в отставку Иссер Харель — бессменный руководитель «Моссад», курировавший все разведслужбы. Новым директором «Моссад» был назначен начальник военной разведки генерал-майор Меир Амит, стиль руководства которого принципиально отличался от его предшественника.
Амит более чётко распределил задачи между спецслужбами, ввёл компьютеризацию, организовал стратегическое планирование и делегирование полномочий. Реформы Амита принесли результат во время Шестидневной войны, когда израильская разведка знала о противнике практически всё, что было необходимо для победы. Особый вклад в это внесли агенты «Моссад» Вольфганг Лотц в Египте и Эли Коэн в Сирии.
После войны спецслужбы, в первую очередь «Моссад» и «Шабак», были вынуждены усилить внимание к деятельности палестинских террористических организаций, в частности Организации освобождения Палестины. К концу 1967 года Западный берег реки Иордан и Сектор Газа были накрыты плотной сетью осведомителей «Шабак», что позволило сорвать первую попытку вооружённого восстания арабов на этих территориях. В 1972 году «Шабак» арестовал группу израильских левых экстремистов «Мацпен», готовившую ряд терактов и диверсий.
Осенью 1972 года в связи с ростом террористической опасности был учреждён пост советника премьер-министра по вопросам контртерроризма, который занял бывший глава военной разведки Аарон Ярив. К настоящему времени действует уже целое бюро по борьбе с терроризмом в рамках канцелярии премьер-министра.

### Дело Бен-Барки
К середине 1960-х годов Израиль наладил отношения с Марокко, которое было одним из немногих арабских государств, признавших страну. В том числе были налажены отношения между спецслужбами двух стран. В 1965 году король Марокко Хасан II обратился к Меиру Амиту с просьбой помочь захватить в Европе вождя марокканской оппозиции Махди Бен-Барку. Под угрозой разрыва израильско-марокканских отношений Амит помог выманить Бен-Барку из Женевы в Париж, где его задержали сотрудники французской разведки SDECE и передали марокканским спецслужбам. Бен-Барка был убит на вилле в пригороде Парижа 2 ноября 1965 года.
Причастность «Моссад» к похищению Бан-Барки вызвала гнев президента Франции Шарля де Голля и существенно сказалась на израильско-французских отношениях. В самом Израиле публичного скандала удалось избежать, однако Иссер Харель, который был советником по вопросам разведки и борьбы с террором премьер-министра Леви Эшколя, требовал отставки Меира Амита, отношения с которым у Хареля были натянутыми ещё с 1963 года. В итоге в отставку ушёл сам Харель, на этот раз окончательно завершив свою работу в органах безопасности.

### Комиссия Аграната
6 октября 1973 года Египет и Сирия неожиданно напали на Израиль, началась Война Судного дня, в результате которой страна понесла тяжелые материальные и людские потери, а само существование государства было поставлено под угрозу.
В 1974 году Кнессет создал комиссию для расследования причин неготовности Израиля к войне. Комиссия во главе с судьёй Шимоном Агранатом сделала вывод о вине руководства армии и военной разведки.
В окончательном докладе упоминалось, что «Моссад» получил своевременное предупреждение о намерении Египта напасть на Израиль 6 октября, однако категорическое мнение военной разведки о том, что такого нападения не будет, оказало ослепляющее воздействие как на руководство «Моссад», так и на политическое руководство страны.
В результате выводов комиссии были уволены начальник Генерального штаба Давид Элазар, командующий Южным военным округом генерал Шмуэль Гонен, глава военной разведки Эли Зейра и его заместитель (начальник отдела анализа развединформации) Арье Шалев. Подполковника Йони Бандмана, руководителя сектора Египта в «АМАН» («Анаф-6») и подполковника Давида Геделия, отвечавшего за разведку в Южном военном округе, было не рекомендовано использовать на должностях, связанных с разведкой. Хотя в отчётах комиссии вина возлагалась на военных, премьер-министр Голда Меир в 1974 году подала в отставку.
После этой войны спецслужбы стали уделять повышенное внимание арабским странам и проверке достоверности получаемой информации. Ещё одним следствием стал «синдром Судного дня», когда разведка до самой последней минуты не верила в мирные намерения Анвара Садата перед заключением Кемп-Дэвидского соглашения. Накануне его визита в Израиль в ноябре 1977 года армия была приведена в полную боеготовность, поскольку в Израиле существовал массовый страх перед очередным внезапным нападением.
Кроме того, для дополнительной оценки разведданных в Министерстве иностранных дел был создан Центр политических исследований (Мамад), а в 1999 году в канцелярии премьер-министра — Совет национальной безопасности в качестве отдельного консультативного правительственного органа в области безопасности.

### Итоги периода
В этот период резко выросло значение «Моссад» — как в результате реформ Меира Амита, так и из-за провалов и скандалов, связанных с военной разведкой. В израильском разведсообществе получили хождение сленговые сокращения: «BA» — Before Amit (до Амита) и «AM» — After Meir (после Меира).
Плохая работа военной разведки привела к изменению не только военной, но и политической ситуации. Итогом «дела Лавона» стала отставка не только непосредственных фигурантов скандала, но и самого Давида Бен-Гуриона. Выводы комиссии Аграната привели, среди прочего, к отставке правительства Голды Меир, а также стали одним из факторов, благодаря которым в 1977 году, впервые за 30 лет существования государства, к власти в Израиле пришла правая партия Ликуд во главе с Менахемом Бегином.
К концу 1970-х годов спецслужбы укрепили пошатнувшуюся репутацию. Секретный доклад ЦРУ, захваченный в посольстве США в Тегеране в 1979 году гласил:

Израильская разведка и службы безопасности принадлежат к числу лучших в мире. Опытные кадры и мощная техническая база обеспечивают высокую эффективность их работы; они демонстрируют выдающуюся способность собирать и анализировать информацию…
— Центральное разведывательное управление США

## Скандалы 1980-х
В целом в 1980-е годы авторитет и репутация израильских спецслужб довольно существенно пострадали в результате ряда инцидентов.

### Дело Полларда и дело Вануну
21 ноября 1985 года в Вашингтоне был арестован аналитик военно-морской разведки США Джонатан Поллард, который оказался израильским шпионом, работавшим на «Лакам». Поллард был приговорён к пожизненному заключению. Все попытки добиться освобождения Полларда долгие годы наталкивались на упорный отказ правительства США. 20 ноября 2015 года Поллард был освобожден после 30 лет заключения. После истории с Поллардом Израиль заявил, что отказывается от любого шпионажа против США и категорически отвергает любые обвинения на этот счёт.
В 1986 году израильский техник-ядерщик Мордехай Вануну через газету «Санди Таймс» раскрыл всему миру секрет о наличии у Израиля ядерного оружия. «Лакам», отвечавший за безопасность реактора в Димоне, не заметил, что Вануну пронёс на охраняемый объект фотоаппарат и долгое время фотографировал его. «Шабак», в свою очередь, пропустил факт выезда Вануну за границу. Вануну был похищен агентами «Моссад» в Риме и вывезен в Израиль.
После скандала с Поллардом «Лакам» был распущен, его руководитель Рафи Эйтан отправлен в отставку, а функции «Лакам» переданы другим службам.

### Маршрут номер 300
В апреле 1984 года произошёл крупный скандал, связанный с убийством сотрудниками «Шабак» задержанных палестинских террористов.
12 апреля четыре террориста захватили полный пассажиров автобус, ехавший по маршруту 300 из Тель-Авива в Ашкелон. Автобус был взят штурмом, террористы были убиты. Позже выяснилось, что двое террористов из четырёх были застрелены уже после того, как их обезвредили. При расследовании вскрылись также факты лжесвидетельства по данному делу со стороны высокопоставленных сотрудников «Шабака». Это вызвало большой резонанс в Израиле и поставило вопрос о регулировании деятельности спецслужб.
В результате этого скандала в июне 1986 года в отставку ушли начальник «Шабак» Авраам Шалом, его заместитель Реувен Хазак и ещё 13 сотрудников. В 1996 году в этом убийстве, совершённом по приказу Авраама Шалома, признался начальник оперативного отдела «Шабак» Эхуд Ятом, брат действующего на тот момент директора «Моссада» Дани Ятома.
Расследование неприглядных методов работы «Шабака» было продолжено правительственной комиссией под руководством отставного судьи Моше Ландау. Выяснилось, что служба безопасности систематически использовала незаконные методы, включая пытки, не только в отношении террористов, но и в отношении граждан, подозреваемых в шпионаже. С 1971 года сотрудники «Шабака» регулярно лгали в судах, а высшее руководство знало об этом и покрывало эту ложь. Вызванный из отставки Йосеф Хармелин, руководивший «Шабаком» в 1964—1974 г.г. вновь возглавил организацию и сумел навести порядок, после того как в результате скандалов и обид на политиков, судей и журналистов сложилась критическая ситуация с кадрами.

### Дело Клингберга
В январе 1983 года «Шабак» арестовала Маркуса Клингберга, который с 1957 по 1975 годы, будучи заместителем главы Израильского института биологических исследований, расположенного в Нес Ционе, передавал СССР информацию о химической и биологической военных программах. Клингберг нанёс колоссальный урон безопасности страны, поскольку подорвал возможности Израиля в области защиты от оружия массового поражения. Об аресте Клингберга стало известно только в 1991 году, когда он уже 8 лет сидел в тюрьме. Клингберг считается самым опасным советским шпионом за всю историю Израиля. Клингберга выпустили из тюрьмы через 15 лет после ареста, до своей смерти в 2015 году он жил в Париже и получал пенсию подполковника израильской армии.

### Итоги периода
Журналисты Дан Равив и Йосси Мелман в книге «История разведывательных служб Израиля» писали:

Граждане Израиля почти перестали доверять своим секретным службам. Вместо того, чтобы безмятежно спать по ночам, будучи уверенными, что «Моссад», «Шабак» и «АМАН» охраняют их покой, израильтяне ворочались с боку на бок, мучимые гнетущими сомнениями.
— Дан Равив, Йосси Мелман. История разведывательных служб Израиля
Бывший глава военной разведки генерал Шломо Газит утверждал, что в этот период «стало меньше профессионализма как на аналитическом, так и оперативном уровне». В это время стало очевидным, что контроль за спецслужбами исключительно со стороны исполнительной власти ведёт к негативным последствиям. В частности, одной из проблем была политика продвижения по службе старших офицеров разведки, которая по оценке политолога Ури Бар-Йосефа, до начала 1980-х годов всегда основывалась на партийных соображениях.

## 1990-е годы
Проблемы в работе спецслужб, начавшиеся в 1980-е годы, продолжились и в 1990-е. Особенно часто неудачи стали преследовать сотрудников внешней разведки «Моссад».

### Провалы Моссад
В 1991 году агенты «Моссад» были арестованы в Никосии при установке подслушивающей аппаратуры в посольстве Ирана. В 1995 году резидент «Моссад» в Москве Реувен Динель был задержан при получении секретных документов от бывших сотрудников ГРУ.
В 1997 году было совершено неудачное покушение на руководителя террористической организации «Хамас» Халеда Машаля в Иордании и выявлена афера Иегуды Гиля, который долгие годы обманывал «Моссад», подсовывая ему выдуманную информацию от якобы завербованного сирийского генерала.
В феврале 1998 года сотрудника «Моссад» Ицхака Бен-Таля арестовали в Швейцарии при попытке прослушивания иранского представительства в ООН.
В связи с этими скандалами 24 февраля 1998 года ушёл в отставку директор «Моссад» Дани Ятом.

### Убийство Ицхака Рабина
Самым большим кризисом десятилетия стало убийство 4 ноября 1995 года правым экстремистом Игалем Амиром премьер-министра Израиля Ицхака Рабина. Для службы безопасности «Шабак», несущей ответственность за охрану высших должностных лиц страны, это стало самой позорной страницей за всю историю существования организации.
Руководство «Шабак» озвучило версию о террористе-одиночке, чьи действия невозможно было предвидеть, однако есть целый ряд свидетельств, что полиция и спецслужбы получали предупреждения о намерениях Игаля Амира, но по каким-то причинам не приняли их во внимание. В связи с этим в Израиле возник ряд версий о заговоре, предположительные участники которого «втёмную» использовали Игаля Амира.

### Итоги периода
Кризис 1980—1990-х годов в работе спецслужб привёл израильское общество к мнению о необходимости законодательного регулирования и независимого контроля их работы. В частности, известный израильский политолог Александр Эпштейн писал:

Построенные на абсолютной закрытости спецслужбы и им подобные организации, не имеющие механизма регулярного контроля извне, обречены на стагнацию, и в этой связи многочисленные провалы ШАБАКа и Моссада представляются скорее закономерными, чем случайными. По нашему мнению, именно профессиональные организации, которые не должны постоянно заботиться о поддержании своего имиджа в глазах всех и каждого, но при этом находящиеся под неустанным наблюдением печатных и электронных СМИ, оптимально приспособлены для функционирования в кризисных условиях. Вполне вероятно, что подобное правление элитных структур, открытых критике извне и находящихся под перекрёстным контролем других элит, больше, чем какая-либо другая форма правления, отвечает сегодняшним потребностям израильского общества.
— Александр Эпштейн, Михаил Урицкий, газета Вести (приложение Вести-2)
Эти подходы начали реализовываться в уже в 1999 году.

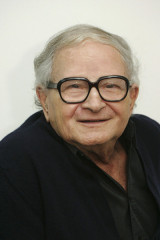
Рафи Эйтан, руководитель Лакам
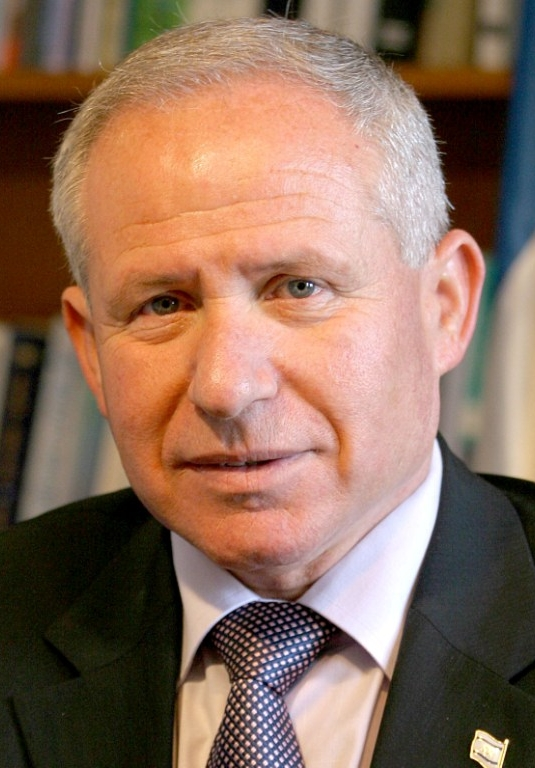
Ави Дихтер, руководитель «Шабак» (2000—2005)
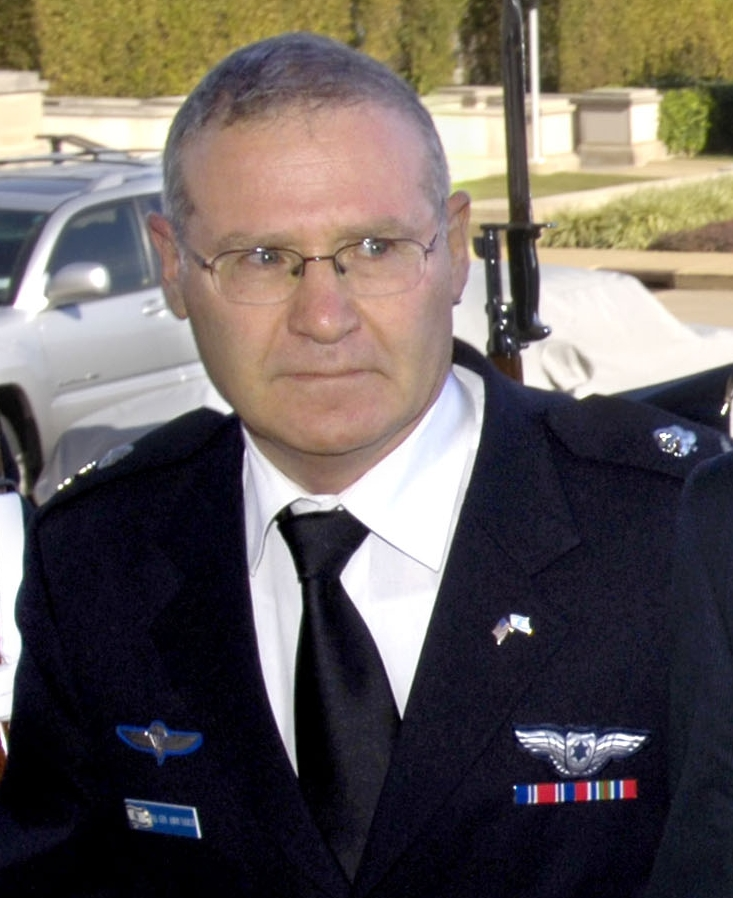
Амос Ядлин, начальник военной разведки (2006—2010)

## Конец XX — начало XXI веков
В соответствии с Постановлением правительства № 4889 от 7 марта 1999 года в рамках канцелярии премьер-министра был создан Совет национальной безопасности (МАЛАЛЬ) — централизованный консультативный орган по вопросам национальной безопасности при премьер-министре и правительстве Израиля. Первым руководителем этого органа был назначен генерал-майор запаса Давид Иври. В числе функций Совета — помощь премьер-министру в выработке и принятии решений, а также контроль их выполнения в отношении работы спецслужб.

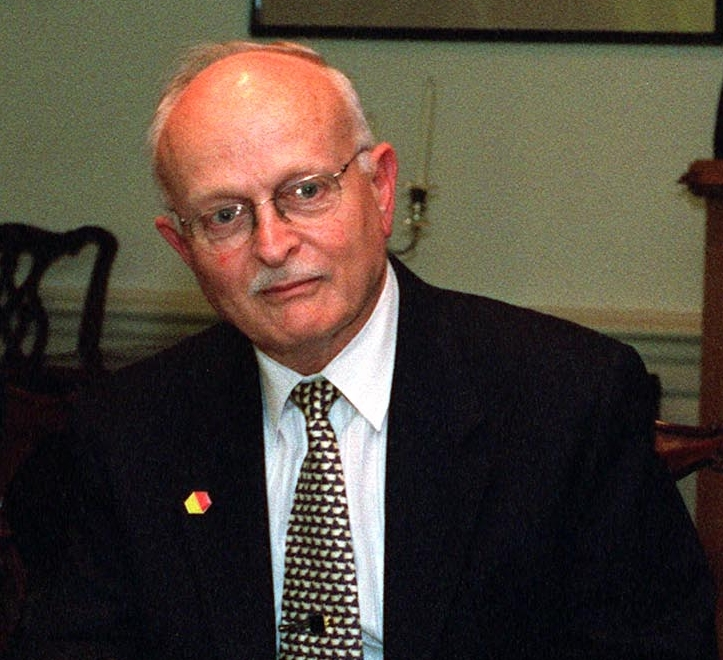
Давид Иври — первый глава Совета национальной безопасности Израиля

В 1999 году Верховный суд Израиля впервые принял нормативный акт, регулирующий деятельность спецслужб, в котором содержался запрет на применение пыток. До этого спецслужбы действовали вне каких-либо правовых рамок, опираясь исключительно на внутренние инструкции и указания руководства. Эта традиция сохранялась со времён Давида Бен-Гуриона, который был противником подобного регулирования. 21 февраля 2002 года Кнессетом был принят соответствующий закон. В 2004 году был принят ещё один закон с детальными инструкциями для сотрудников службы безопасности.
Внешняя разведка «Моссад» настойчиво противодействует поставкам современного оружия в арабские страны. Так, в 2005 году Израилю удалось сорвать планируемую поставку в Сирию российских оперативно-стратегических ракет «Искандер-Э», организовав утечку информации об этой сделке, которая вызвала так называемый «ракетный скандал».
Война в Ливане в 2006 году дала толчок кардинальным реформам в военной разведке. «АМАН» ввела новое деление аналитических групп, принципиально новую систему анализа развединформации и интенсифицировала контакты между добывающими подразделениями и аналитиками. Но главной целью реформ является установление диалога и взаимодействия между политиками, принимающими решения, и аналитиками разведывательных служб. Новая система позволит, по мнению профессора Академии военных наук Александра Кондратьева, «не только повысить качество и достоверность разведывательных продуктов, но и представлять свои разведывательные оценки непосредственно политикам, чего раньше не было».

### Перспективные задачи

#### Иран
С падением режима Саддама Хусейна в Ираке основной внешней угрозой для Израиля стал Иран, президент которого Махмуд Ахмадинежад предлагал «стереть Израиль с лица земли» или «создать его в Европе, США, Канаде или на Аляске», финансирует и вооружает террористическую ливанскую группировку Хезболла и, по мнению ряда экспертов, стремится к получению ядерного оружия.
Особое внимание к Ирану израильская разведка проявила уже в 1990-х годах, когда стало известно, что туда был переправлен сбитый в 1986 году над Ливаном израильский штурман Рон Арад. Ставший главой «Моссад» в сентябре 2002 года генерал-майор Меир Даган начал перепрофилирование «Моссад» со сбора информации на прямые акции против исламских фундаменталистов и в первую очередь Ирана. Он заявил, что «Моссад» — «разведка, а не министерство иностранных дел номер два». Хотя «Моссад» и не удалось полностью остановить ядерную программу Ирана, однако её реализация была существенно задержана. Наиболее известной акцией 2010-х годов стало похищение и доставка в Израиль в 2018 году так называемого «ядерного архива» Ирана — 100 тысяч документов проекта «Амад» общим весом около 500 кг.

#### Хамас
С 2000 года вывод израильской армии из сектора Газа и рост числа террористических актов поставили перед спецслужбами и в первую очередь перед «Шабак» новые проблемы. Ситуация особенно обострилась после того, как в июне 2007 года Хамас взял под полный контроль Сектор Газа. По мнению ряда обозревателей это привело к превращению сектора Газа в «анклав анархии и терроризма». Однако благодаря работе спецслужб и полиции в Израиле предотвращается около 97 % планируемых терактов. Высокое качество работы разведслужб отмечалось аналитиками по результатам военной операции «Литой свинец», проведённой Израилем в секторе Газа с 27 декабря 2008 года по 20 января 2009 года.

#### Тенденции в области терроризма
27 сентября 2004 года «Шабак» опубликовал доклад, в котором проанализировал данные и тенденции в области терроризма в Израиле за период с начала второй интифады. В докладе отмечены массовая гибель мирных жителей Израиля в результате целенаправленных атак исламских террористов, вовлечение в организацию терактов израильских арабов, а не только жителей Иудеи, Самарии и Газы, усиливающаяся координация действий между отдельными террористическими группировками как реакция на массовые аресты участников, осуществляемые израильскими службами безопасности, сохранение роли Иудеи как идеологического и организационного центра терроризма, активное участие ливанской шиитской организации «Хезболла» в террористической деятельности на территории Израиля.

#### Правый экстремизм
Одной из относительно недавних проблем является правый экстремизм среди части еврейского населения Израиля. Его история восходит к подпольным еврейским организациям «Иргун» и «ЛЕХИ» («Банда Штерна») во времена британского мандата, известных рядом терактов против англичан и арабов. Отдельные акции правых экстремистов случались в 1983—1984 годах, наиболее громким делом было упомянутое выше убийство премьер-министра Ицхака Рабина. Одним из важных направлений работы «Шабак» в 1990-е годы стало пресечение деятельности склонных к терроризму крайне правых еврейских группировок.
Рост этих настроений связан с неспособностью правительства кардинально решить проблемы безопасности в результате реализации Соглашений Осло и Программы одностороннего размежевания, а также с односторонними, по мнению части населения Израиля, уступками арабам. В октябре 2008 года министр обороны Эхуд Барак создал межведомственное подразделение для поддержания порядка в поселениях Иудеи и Самарии и борьбы с проявлениями экстремизма среди поселенцев.

### Комментарии
1. ↑  Не следует путать «Моссад ле-Алия Бет» и внешнюю разведку «Моссад», созданную в 1951-м году — они не имеют между собой ничего общего кроме слова «Моссад» (то есть учреждение или организация) в названии
2. ↑  В реальности это был так называемый «суд кенгуру»
3. ↑  Формально Центр был создан ещё в 1953 году, но до ноября 1973 года существовал только на бумаге, см.: Прохоров, 2003, с. 232—233

## Использованная литература
- Гейзель З. Политические структуры Государства Израиль. — М.: Институт изучения Израиля и Ближнего Востока, 2001. — 391 с. — 1000 экз. — ISBN 978-5-89394-056-5.
- Капитонов К. А. История Моссада и спецназа. — Восток-Запад, 2005. — 446 с. — (Воюющая страна). — 5000 экз. — ISBN 978-5-17-028779-6.
- Ландер И. И. Палестина // Негласные войны. История специальных служб 1919—1945. — Одесса: Друк, 2007. — Т. 1. — С. 242—248. — 622 с. — 500 экз. Архивировано 20 января 2015 года.
- Ландер И. И. Палестина // Негласные войны. История специальных служб 1919—1945. — Одесса: Друк, 2007. — Т. 3. — С. 62—73. — 530 с. — 500 экз. Архивировано 20 января 2015 года.
- Меир Г. Моя жизнь / Пер. с иврита Р. Зерновой. — Аурика, 1997. — 560 с. — 5000 экз. — ISBN 978-5-86020-183-5. Архивировано 9 ноября 2007 года.
- Млечин Л. М. Моссад. Тайная война. — Москва: Центрполиграф, 2000. — 490 с. — (Секретная папка). — ISBN 978-5-227-00813-8.
- Нойбергер Б. Власть и политика в государстве Израиль: исторические корни и конституционное устройство / пер. С. Фролова. — Иерусалим: Открытый университет Израиля, 1997. — 480 с. — ISBN 978-965-06-0429-5.
- Певзнер Ю., Чернер Ю. На щите Давидовом начертано «Моссад». — Москва: Терра, 2001. — 427 с. — (Секретные миссии). — ISBN 978-5-275-00303-1.
- Прохоров Д. П. Спецслужбы Израиля. — Москва: Олма-пресс, 2003. — 384 с. — (Досье. Спецслужбы мира). — 3000 экз. — ISBN 978-5-7654-2102-4.
- Равив Д., Мелман Й. История разведывательных служб Израиля = Every spy a prince. The complete history of Israel's intelligence community[англ.]. — Москва: Международные отношения, 2000. — 528 с. — (Секретные миссии). — 10 000 экз. — ISBN 978-5-7133-1021-9.
- Уолтон К. Британская разведка во времена холодной войны. Секретные операции МИ-5 и МИ-6 / Пep. c англ. Л. А. Карповой. — Центрполиграф, 2016. — 543 с. — ISBN 978-5-227-06483-7. Архивировано 21 октября 2022 года.
- Фромер В. Солдат в Моссаде // Иерусалимский журнал. — 2003. — Март (№ 3). — ISSN 1565-1347. Архивировано 7 июля 2011 года.
- Adelman J. R. The Rise of Israel: A History of a Revolutionary State (англ.). — Routledge, 2008. — Vol. 10. — 288 p. — (Israeli History, Politics and Society). — ISBN 978-0-415-77510-6.
- Bar-Joseph U.[англ.]. State-Intelligence Relations in Israel: 1948-1997 (англ.) // Journal of Conflict Studies. — Fredericton, New Brunswick: University of New Brunswick, 1997. — Vol. XVII, no. 2. — P. 133–156. — ISSN 1715-5673. Архивировано 12 августа 2022 года.
- Ronen Bergman[англ.]. Rise and Kill First: The Secret History of Israel's Targeted Assassinations[англ.] (англ.). — Random House, 2018. — 784 p. — ISBN 978-1-4000-6971-2.
- Ian Black[англ.], Benni Morris. Israel's Secret Wars: A History of Israel's Intelligence Services[англ.]. — Grove Press, 1991. — 634 p. — ISBN 978-0802132864.
- Cohen H. Army of Shadows: Palestinian Collaboration With Zionism, 1917—1948 (англ.). — University of California Press, 2009. — 344 p. — ISBN 978-0-520-93398-9.
- Ostrovsky V., Hoy C. By Way of Deception: A Devastating Insider's Portrait Of The Mossad (англ.). — Stoddart Publishing Co. Limited, 1990. — 321 p. — ISBN 978-0-7737-2460-0.
- Ami Pedahzur. The Israeli Secret Services and the Struggle Against Terrorism (англ.). — Columbia University Press, 2009. — 232 p. — (Columbia studies in terrorism and irregular warfare). — ISBN 978-0-231-51161-2.
- Jeffrey T. Richelson. A Century of Spies: Intelligence in the Twentieth Century (англ.). — New York: Oxford University Press, 1997. — 544 p. — ISBN 978-0-19-511390-7.
- Shabtai Teveth. Ben Gurion’s Spy; The story of the Political Scandal That Shaped Modern Israel (англ.). — Columbia University Press, 1996. — 310 p. — ISBN 978-0-231-10464-7.
- Gordon Thomas[англ.]. Gideon’s Spies: The Secret History of the Mossad (англ.). — Macmillan, 2007. — 616 p. — ISBN 978-0-312-36152-5.
- Gabriel Sheffer. Review: Ben-Gurion’s Spy: The Story of the Political Scandal That Shaped Modern Israel (англ.). — The Middle East Journal. — 1997. — Vol. 51. — P. 288—290.